# Assemblée de la Barbade
Législature 2022-2027
Bâtiments du Parlement
L'Assemblée de la Barbade (en anglais : House of Assembly of Barbados) est la chambre basse du Parlement de la Barbade. Il est composé de 30 députés élus pour un mandat de cinq ans.

## Historique
Lors de sa création en 1660, l'Assemblée est composée de 22 représentants à raisons de deux élus par paroisse pour des mandats de deux ans. En 1843, une paroisse supplémentaire est créée à Bridgetown, portant le total de sièges à 24. En 1937, la durée du mandat passe à trois ans, puis en 1951 à cinq ans. C'est à cette date qu'ont lieu les premières élections au suffrage universel. 
À partir de 1971, le système actuel de circonscriptions uninominales est adopté. Le nombre de circonscription a depuis régulièrement augmenté, passant à 27 en 1981, 28 en 1991, puis 30 depuis 2003.

## Système électoral
L'Assemblée est composée de 30 sièges élus pour cinq ans au scrutin uninominal majoritaire à un tour dans autant de circonscriptions uninominales.